# Artjom Tysjtjenko
Artjom Tysjtjenko, född 22 december 1993, är en ukrainsk skidskytt som debuterade i världscupen i december 2014. Hans första pallplats i världscupen kom när han tillsammans med Julija Dzjyma blev trea i singelmixstafett den 6 februari 2015 i Nové Město na Moravě i Tjeckien.
Tysjtjenko deltog vid olympiska vinterspelen 2018.